# Джавахетський хребет
Джавахетський хребет, або Джавахкська хребет (вірм. Ջավախքի լեռնաշղթա, груз. ჯავახეთის ქედი) (також відомий як Кечутський хребет, або Мокрі гори) — гірський хребет в Грузії та Вірменії довжиною близько 50 км. Найвища вершина хребта — гора Ачкасар (3196 м, Вірменія). Джавахетський хребет утворений ланцюгом численних вулканів, активних у четвертинний період.
Назва Мокрі гори пов'язана з кліматом цих місць — тут випадає дуже багато опадів. Рослинність характерна для гірських степів, субальпійських і альпійських лук. На хребті беруть початок річки Тзахкашен, Гукасян і Чічхан.

## Етимологія
Сьогодні цей регіон серед вірмен і серед грузин називають по-різному. Вірменський варіант — Джавахк, а грузинський — Джавахетія. Обидва ці топоніми походять від того самого кореня, зміну якого можна простежити від часів держави Урарту. У Хорхорському написі урартського царя Аргішті I (786–764) вперше зустрічається топонім «Забаха». З плином часу від терміну відійшло закінчення «а», характерне для індоєвропейських мов — Забах, після чого на заміну «з» прийшов «дж» — Джава. Потім, до цього топоніму було додано давньовірменське закінчення «к» — Джавахк, а у грузинському варіанті до топоніму Джава додалось «етія» — Джавахетія.